# Grań Baszt

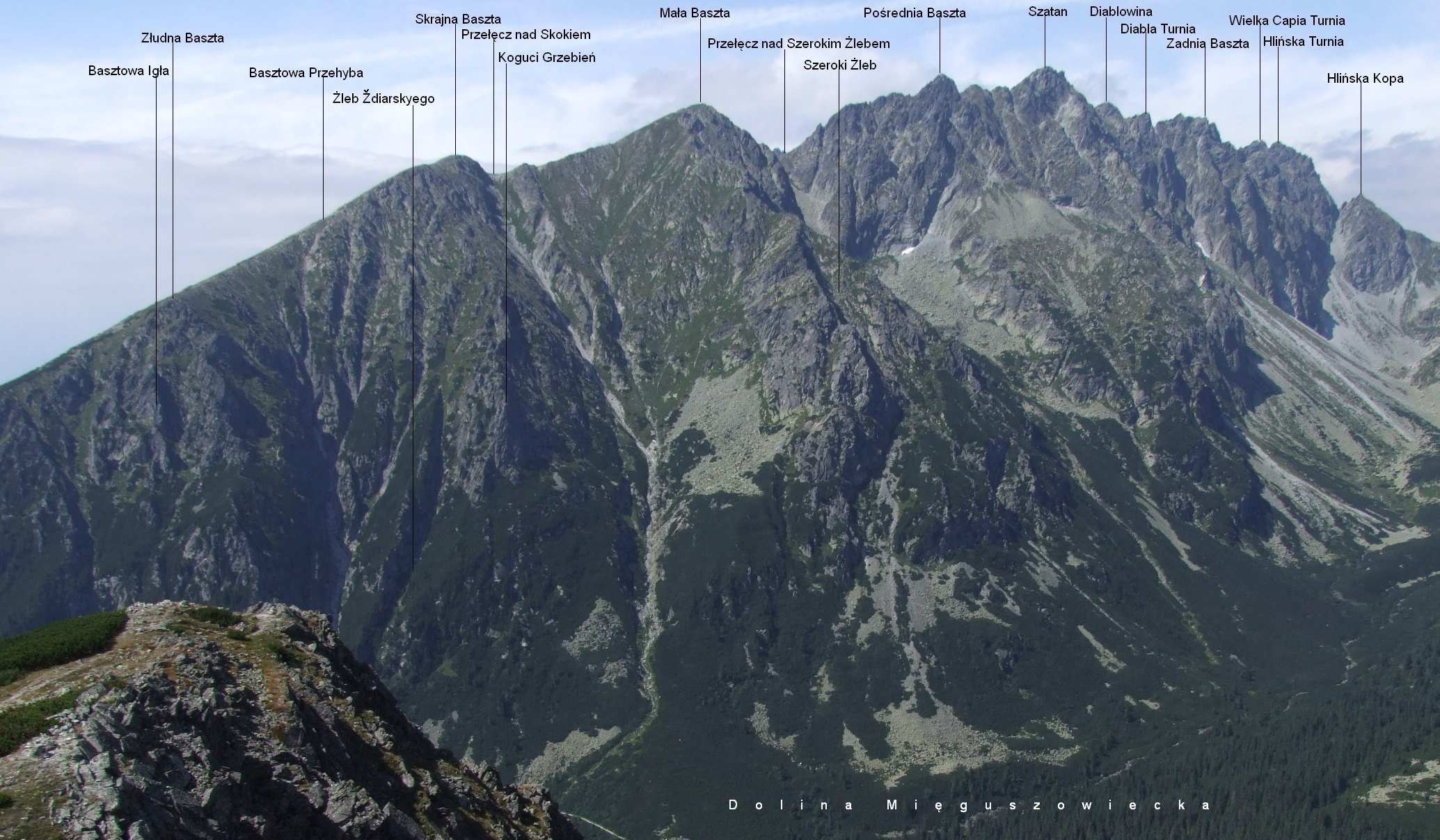
Grań Baszt, widok z Osterwy

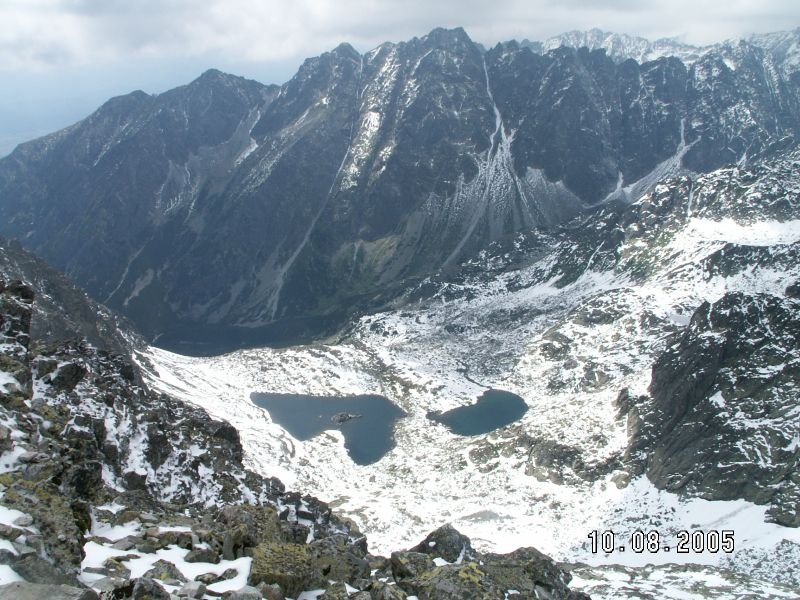
Grań Baszt widziana z przełęczy Waga

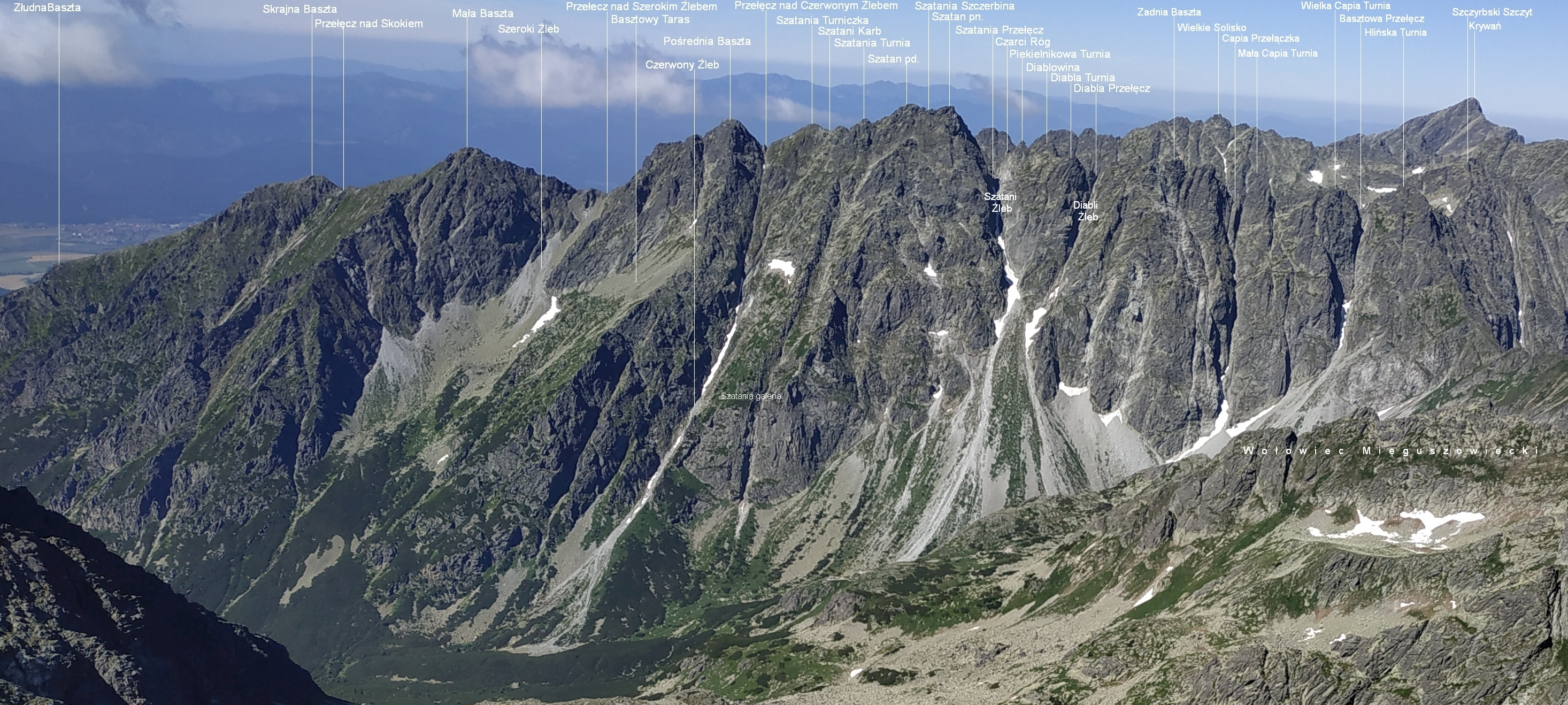
Widok z Rysów

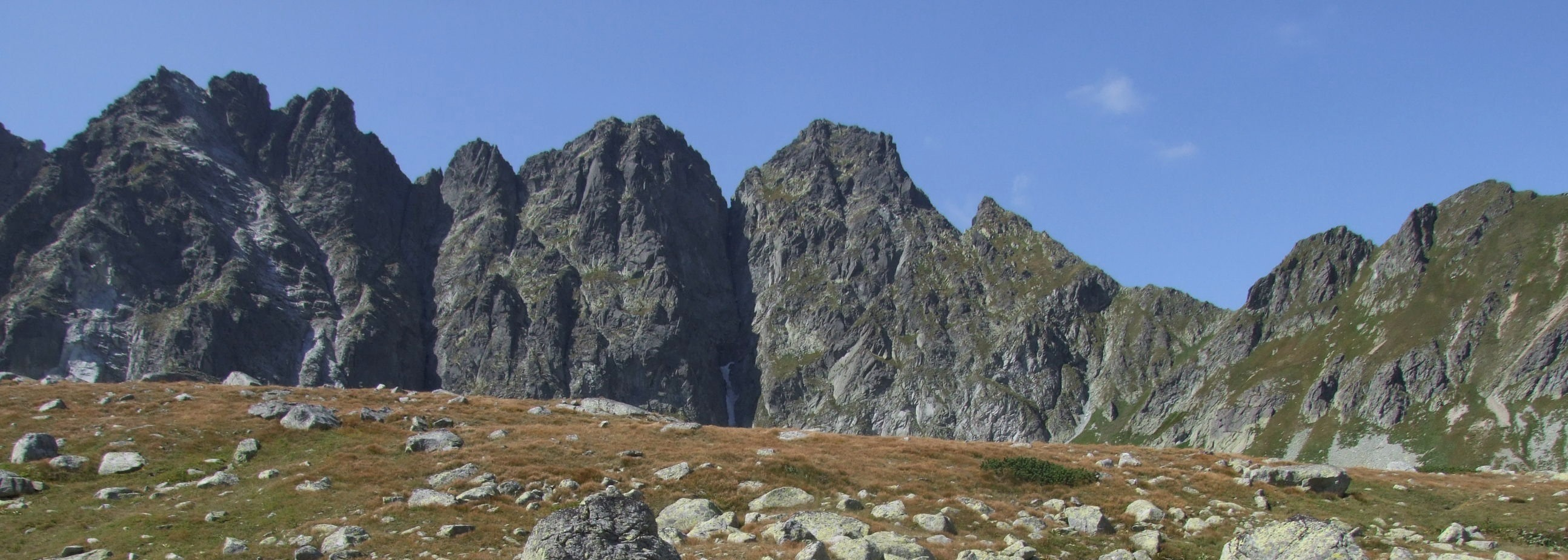
Widok z Doliny Mięguszowieckiej

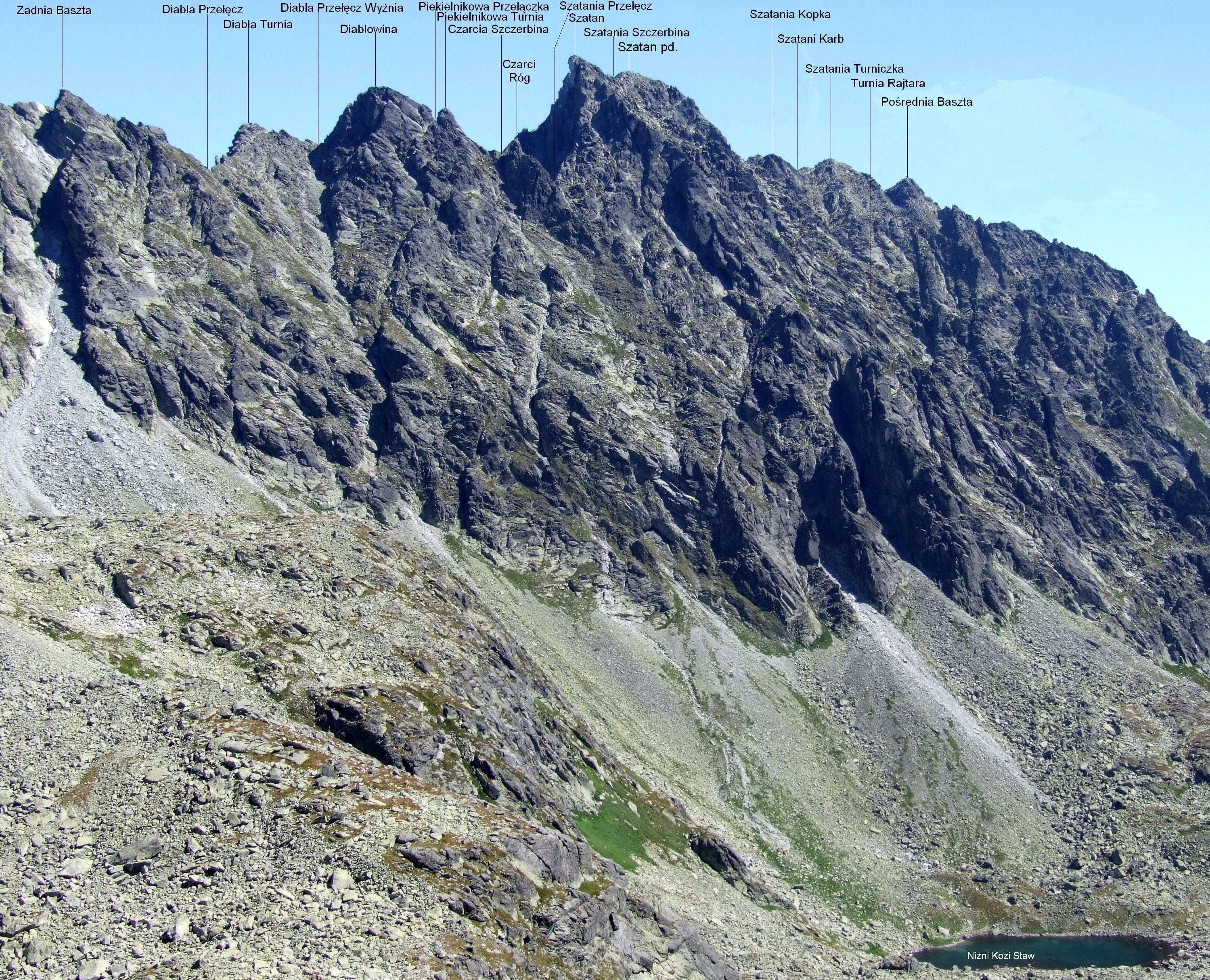
Grań Baszt od strony Doliny Młynickiej, znad Capiego Stawu

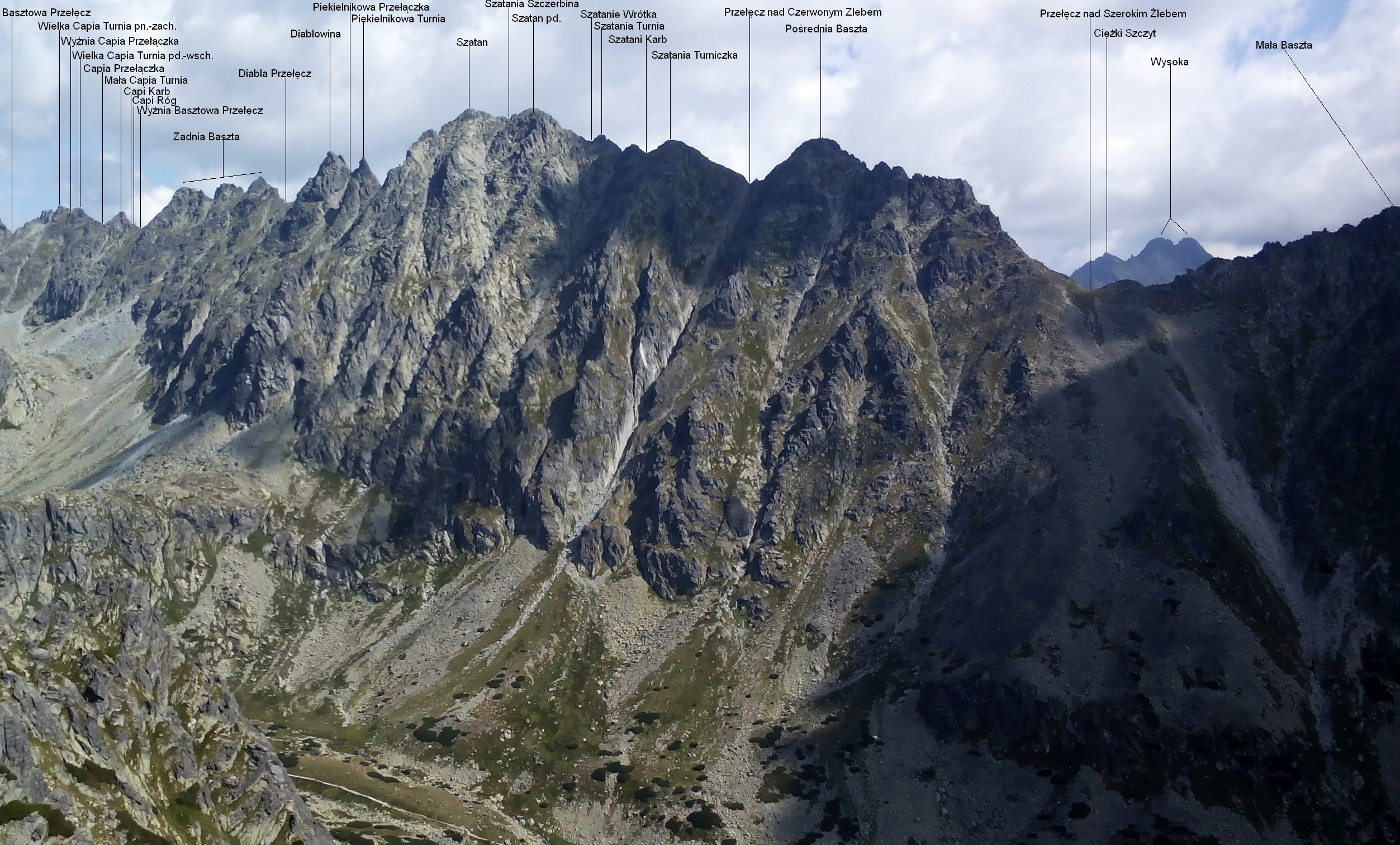
Widok ze Skrajnego Soliska

Grań Baszt (słow. hrebeň Bášt, niem. Basteigrat, węg. Bástya-gerinc) – boczna, ok. 5-kilometrowa grań tatrzańska, położona na terenie Słowacji. W wierzchołku Hlińskiej Turni (Hlinská veža) odchodzi od głównej grani odnogi Krywania w kierunku południowo-wschodnim do Szczyrbskiego Jeziora (Štrbské pleso). Grań rozdziela od siebie doliny: Młynicką (Mlynická dolina) i Mięguszowiecką (Mengusovská dolina). W kolejności od północy na południe w Grani Baszt znajdują się następujące szczyty, turnie i przełęcze:
- Basztowa Przełęcz (Baštové sedlo, 2274 m), oddzielająca grań od Hlińskiej Turni,
- Wielka Capia Turnia pn.-zach. (Veľká Capia veža, 2333 m),
- Wyżnia Capia Przełączka (Vyšná capia štrbina, 2325 m),
- Wielka Capia Turnia pd.-wsch. (2330 m),
- Capia Przełączka (Capia štrbina, 2295 m),
- Mała Capia Turnia (Malá Capia veža, 2322 m),
- Capi Karb (2299 m),
- Capi Róg (2306 m),
- Wyżnia Basztowa Przełęcz (Vyšné Baštové sedlo, 2293 m),
- Zadnia Baszta (Zadná bašta, 2364 m),
- Diabla Przełęcz (Diablovo sedlo, 2319 m),
- Diabla Turnia (Zlatinská veža, 2356 m),
- Diabla Przełęcz Wyżnia (Zlatinská štrbina, 2343 m),
- Diablowina (Diablovina, 2379 m),
- Piekielnikowa Przełączka (Pekelníkova štrbina, 2353 m),
- Piekielnikowa Turnia (Pekelník, 2370 m),
- Czarcia Szczerbina (Čertova štrbina, 2341 m),
- Czarci Róg (Čertov hrb, 2350 m),
- Szatania Przełęcz (Satanovo sedlo, 2323 m),
- Szatan pn. (Satan), najwyższy szczyt grani o wysokości 2422 m,
- Szatania Szczerbina (Satanova štrbina, 2411 m),
- Szatan pd. (2422 m),
- Szatanie Wrótka (2383 m),
- Szatania Turnia (2390 m),
- Niżnie Szatanie Wrótka (2364 m),
- Szatania Kopka (2373 m),
- Szatani Karb (Satanov zárez, 2362 m),
- Szatania Turniczka (Satanova vežička, 2373 m)
- Przełęcz nad Czerwonym Żlebem (Sedlo nad Červeným žľabom, 2324 m),
- Pośrednia Baszta (Predná bašta, 2374 m),
- Przełęcz nad Szerokim Żlebem (Sedlo nad Širokým žľabom, 2206 m),
- Mała Baszta (Malá bašta, 2287 m),
- Przełęcz nad Skokiem (Sedlo nad Skokom, 2176 m),
- Skrajna Baszta (Patria, 2203 m),
- Basztowa Przehyba (Priehyba v Patrii),
- Złudna Baszta (Plece Patrie, 2007 m),
- Drygant (Drigant, 1487 m), grzbiet kończący grań w pobliżu Szczyrbskiego Jeziora.

W rejonie Grani Baszt występuje duże nasycenie „szatańskiego” nazewnictwa. Oprócz wymienionych powyżej nazw szczytów i przełęczy są też inne przykłady diabelskiego nazewnictwa: Dolinka Szatania, Diabli Żleb, Diabla Zatoka, Diabla Kopa, Szatani Żleb, Szatanie Stawki. Związane jest ono z legendami o ukrytych w Szatanim Żlebie cennych kruszcach. Powtarzające się zjawisko spadania pojedynczych kamieni, związane ze znaczną kruchością skał, przypisywane było siłom nieczystym, zrzucającym głazy na poszukiwaczy diabelskich skarbów.
Grań Baszt od dawna stanowi naturalną granicę pomiędzy Spiszem i Liptowem. W zboczach Skrajnej Baszty przed 1530 wydobywano podobno rudy miedzi.

## Taternictwo
Przez Grań Baszt nie przebiega żaden ze znakowanych szlaków turystycznych. Jest udostępniona do uprawiania taternictwa. Przejście grani z ominięciem Piekielnikowej Turni jest łatwe (trudności nie przekraczają I w skali tatrzańskiej) i zajmuje około 6 godz. Również większość dróg wspinaczkowych przez współczesnych taterników jest oceniana jako łatwa lub średnio trudna.
Pierwsze odnotowane przejścia Grani Baszt:
- od Skrajnej Baszty do Szataniej Przełęczy – Jan Gwalbert Pawlikowski, Maciej Sieczka ok. 1880 r.
- od Szataniej Przełęczy do Hlińskiej Turni – Günter Oskar Dyhrenfurth, Hermann Rumpelt 13 czerwca 1907 r.
- pierwsze przejścia zimowe – od Skrajnej Baszty do Zadniej Baszty – Alfréd Grósz, Zoltán Neupauer 8 lutego 1914 r.; od Hlińskiej Turni do Szatana – Georg Koromzay, Ernst Piovarcsy 4 kwietnia 1927 r.[6]